# Outback Bowl 2017
Match précédent Match suivant
LOutback Bowl 2017 est un match de football américain de niveau universitaire joué après la saison régulière de 2016, le 2 janvier au Raymond James Stadium à Tampa en Floride.
Il s'agissait de la 31e édition de l'Outback Bowl.
Le match a mis en présence les équipes des Gators de la Floride issue de la Southeastern Conference et des Hawkeyes de l'Iowa issue de la Conférence Big Ten.
Il a débuté à 15 heures locales et a été retransmis en télévision sur ABC.
Le sponsoring du nom est détenu par la société Outback Steakhouse, une chaîne de restaurants franchisés.
Les Gators de la Floride gagnent le match sur le score de 30 à 3.

## Présentation du match
| Équipes                                                                                           | Conférences             | Entraîneurs  | Stats. saison rég. | Classements CFP/AP/Coaches |
| ------------------------------------------------------------------------------------------------- | ----------------------- | ------------ | ------------------ | -------------------------- |
| Gators de la Floride                                                                              | Southeastern Conference | Jim McElwain | 8-4                | 17 / 20 / 18               |
| Hawkeyes de l'Iowa                                                                                | Conférence Big Ten      | Kirk Ferentz | 8-4                | NC / 21 / 25               |
| Arbitre : Brad Van Vark (Big 12) Équipe donnée favorite par les bookmakers : Floride par 1 point. |                         |              |                    |                            |

Les équipes de Florida et d'Iowa sont sélectionnées pour jouer l'Outback Bowl 2017 le 4 décembre 2016, ce qu'elles acceptent. 
C'est la quatrième fois que ces équipes se rencontrent, Florida ayant gagné deux des trois premiers matchs.  
Elles se sont déjà rencontrées à deux reprises lors de l'Outback Bowl (une victoire chacune).  
Les deux équipes comptent également chacune 5e participations à ce bowl. 

### Gators de la Floride
Avec un bilan global en saison régulière de 8 victoires pour 4 défaites, Florida est éligible et accepte l'invitation pour participer à l'Outback Bowl de 2017.
Ils terminent 1er de la East Division de la Southeastern Conference, avec un bilan en division de 6 victoires pour 2 défaites.
Ils perdent néanmoins la finale de conférence des œuvres du Crimson Tide de l'Alabama sur le score de 54 à 16.
À l'issue de la saison régulière 2016 (bowl non compris), ils sont classés # 17 au classement AP et # 13 au classement Coaches.
Après le bowl, ils sont classés # 17 au classement CFP, # 20 au classement AP et # 18 au classement Coaches, le classement CFP n'étant plus édité après les bowls.
Il s'agit de leur 5e participation à l'Outback Bowl : 
| Dates            | Saisons | Adversaires                 | Scores | Victoires - Défaites |
| ---------------- | ------- | --------------------------- | ------ | -------------------- |
| 1er janvier 2003 | 2002    | #13 Wolverines du Michigan  | 30-38  | D : 0 - 1            |
| 1er janvier 2004 | 2003    | #7 Hawkeyes de l'Iowa       | 17-37  | D : 0 - 2            |
| 2 janvier 2006   | 2005    | Hawkeyes de l'Iowa          | 31-24  | V : 1 - 2            |
| 1er janvier 2011 | 2010    | Nittany Lions de Penn State | 37-24  | V : 2 - 2            |

### Hawkeyes de l'Iowa
Avec un bilan global en saison régulière de 8 victoires et 4 défaites, Iowa est éligible et accepte l'invitation pour participer à l'Outback Bowl de 2017.
Ils terminent 2e de la West Division de la Conférence Big Ten derrière Wisconsin, avec un bilan en division de 6 victoires et 3 défaites.
À  l'issue de la saison régulière 2016 (bowl non compris), ils sont classés # 21 au classement AP et # 25 au classement Coaches. Ils n'apparaissent pas dans celui du CFP.
Après le bowl, ils n'apparaissent plus dans les classements CFP , AP et Coaches.
Il s'agit de leur 5e participation à l'Outback Bowl :
| Dates            | Saisons | Adversaires              | Scores | Victoires - Défaites |
| ---------------- | ------- | ------------------------ | ------ | -------------------- |
| 1er janvier 2004 | 2003    | #15 Gators de la Floride | 17-37  | G : 0 - 1            |
| 2 janvier 2006   | 2005    | #17 Gators de la Floride | 31-24  | D : 1 - 1            |
| 1er janvier 2009 | 2008    | South Carolina Gamecocks | 31-10  | V : 2 - 1            |
| 1er janvier 2014 | 2013    | Tigers de LSU            | 21-14  | D : 2 - 2            |

## Résumé du match
Début du match à 13 heures locales, fin à 14 h 30 pour une durée de jeu totale de 3 h 30.
Conditions météorologiques : ensoleillé, 83 °F (28,3 °C), vent de 10 miles/h (16 km/h).
| QT          | Temps       | Drive       | Drive       | Drive       | Équipe      | Description de l'action | Score | Score |
| QT          | Temps       | Jeux        | Yards       | TDP         | Équipe      | Description de l'action | FLO   | IOWA  |
| ----------- | ----------- | ----------- | ----------- | ----------- | ----------- | --- | ----- | ----- |
| 1           | 08:56       | 5           | 9           | 01:25       | IOWA        | FG de 36 yards par K Duncan Keith | 0     | 3     |
| 1           | 05:42       | 8           | 49          | 03:14       | FLO         | FG de 44 yards par K Eddy Pineiro | 3     | 3     |
| 2           | 01:46       | 1           | 85          | 00:16       | FLO         | TD de 85 yards par RB Mark Thompson à la suite d'une passe réceptionnée de QB Austin Appleby + 1 point de conversion par K Eddy Pineiro  | 10    | 3     |
| 3           | 00:48       | 12          | 80          | 06:47       | FLO         | TD de 6 yards par TE DeAndre Goolsby à la suite d'une passe réceptionnée de QB Austin Appleby + 1 point de conversion par K Eddy Pineiro | 17    | 3     |
| 4           | 14:44       | -           | -           | -           | FLO         | TD par DB Chauncey Gardner à la suite d'une interception retournée sur 58 yards + 1 point de conversion par K Eddy Pineiro               | 24    | 3     |
| 4           | 09:46       | 4           | 1           | 01:25       | FLO         | FG de 25 yards par K Eddy Pineiro | 27    | 3     |
| 4           | 05:57       | 4           | 6           | 01:39       | FLO         | FG de 48 yards par K Eddy Pineiro | 30    | 3     |
| Score final | Score final | Score final | Score final | Score final | Score final | Score final | 30    | 3     |

## Statistiques[2]
| Statistiques par équipe                |                        |                        |
| Statistiques                           | FLO                    | IOWA                   |
| 1er down                               | 11                     | 14                     |
| 1er down à la course                   | 6                      | 9                      |
| 1er down à la passe                    | 5                      | 3                      |
| 1er down suite pénalité                | 0                      | 2                      |
| Conversion de 3e down                  | 6/15                   | 4/15                   |
| Conversion de 4e down                  | 0/0                    | 0/1                    |
| Jeux–yards                             | 57 jeux pour 331 yards | 65 jeux pour 226 yards |
| Yards à la course                      | 109                    | 171                    |
| Yards à la passe                       | 222                    | 55                     |
| Passes : Réussies-Tentées-Interceptées | 14/25, 2 int.          | 7/24, 3 int.           |
| Réussite en zone rouge/chances         | 2/2                    | 1/3                    |
| TD                                     | 3                      | 0                      |
| Field Goals                            | 3/3                    | 1/2                    |
| Sacks (Nombre-Yards gagnés)            | 1/7 yards gagnés       | 3/19 yards gagnés      |
| Fumbles (Nombre/Perdus)                | 1/0                    | 1/0                    |
| Pénalités (Nombre/Yards perdus)        | 8/60 yards perdus      | 1/10 yards perdus      |
| Temps de possession                    | 28:45                  | 31:15                  |

| Meilleur joueur (MVP) |         |       |
| Nom                   | Équipe  | Poste |
| Chauncey Gardner      | Floride | DB    |

| Statistiques individuelles |                  |                                                                         |
| Quaterbacks                |                  |                                                                         |
| FLO                        | Austin Appleby   | 14/25 passes réussies, 2 interceptions, 222 yards, 2 TDs, 3 sacks subis |
| IOWA                       | Beathard, C.J.   | 7/23 passes réussies, 3 interceptions, 55 yards, 0 TD, 1 sack subi      |
| Meilleurs coureurs         |                  |                                                                         |
| FLO                        | Jordan Scarlett  | 14 courses pour 94 yards, 0 TD                                          |
| IOWA                       | Wadley, Akrum    | 22 courses pour 115 yards, 0 TD                                         |
| Meilleurs receveurs        |                  |                                                                         |
| FLO                        | Antonio Callaway | 7 réceptions pour 55 yards, 0 TD                                        |
| IOWA                       | Wadley, Akrum    | 4 réceptions pour 21 yards, 0 TD                                        |
| Meilleurs tackleurs        |                  |                                                                         |
| FLO                        | Marcell Harris   | 7 tacles en solo et 2 assistes                                          |
| IOWA                       | Jewell, Josey    | 8 tacles en solo et 2 assistes, 1 sack pour 4 yards gagnés              |